# Affing
Affing – miejscowość i gmina w Niemczech, w kraju związkowym Bawaria, w rejencji Szwabia, w regionie Augsburg, w powiecie Aichach-Friedberg. Leży około 15 km na zachód od Aichach, około 10 km na zachód od Augsburga.

## Dzielnice
Affing z Iglbach, Anwalting, Aulzhausen, Bergen, Frechholzhausen, Gebenhofen, Haunswies, Katzenthal, Miedering, Mühlhausen i Pfaffenzell.

## Współpraca
- Łobez, Polska od 1997 (kontakty utrzymuje dzielnica Aulzhausen)

## Demografia
| Rok  | Liczba mieszk. |
| ---- | -------------- |
| 1970 | 3 559          |
| 1987 | 4 140          |
| 2000 | 4 971          |
| 2008 | 5 187          |

## Polityka
Wójtem gminy jest Markus Winklhofer z CSU, rada gminy składa się z 20 osób.
|      | CSU | SPD/PFB/ödp | CWG/BB | Haunswieser WG | CBV | FBG | FWG | Razem |
| 2008 | 4   | 1           | 3      | 3              | 4   | 3   | 2   | 20    |
| 2002 | 3   | 1           | 4      | 3              | 4   | 3   | 2   | 20    |